# 고바야시 세이조
고바야시 세이조(일본어: 小林躋造, 1877년(메이지 10년) 10월 1일 ~ 1962년(쇼와 37년) 7월 4일)는 일본 제국의 해군 군인이다. 최종 계급은 해군대장이며, 고이소 내각에서 국무대신, 대만 총독 등을 역임하였다.

## 생애

### 초기 이력
고바야시는 히로시마현 출신으로, 아버지는 히로시마번아사노씨의 가신 하야가와 가메타로이다. 그의 삼남으로 태어나 어머니쪽 가문인 고바야시가로 입양되어 이 집안의 성을 가지게 되었다. 해군병학교 26기생으로 졸업하였으며 해군 원수 가토 도모사부로의 조카에 졸업 성적이 뛰어나서 병학교 성적을 중요시하는 일본 제국 해군에서 빠른 승진을 보장받게 되었다.
이후 여러 함정에서 해상근무를 하다가 포술 장교로서 러일 전쟁에 참전하였고, 참모로서 일하다가 장교로서 출세 코스인 해군대학교에 입학해 우등으로 졸업하였다.
이후 다시 해상근무를 하다가 행정 장교로 해군성 근무를 하기도 하였다. 이때 야마모토 곤노효에 해군 대신의 비서관으로 근무하여 해군성 내에서 지위가 확고해졌다.
1911년 영국, 또 1913년에는 미국에 주재무관으로 파견되었다. 이후 돌아와서도 계속 행정직으로 근무하다가 1916년 "히라도" 함장으로 단 한 차례 근무한 것이 그의 유일한 함장경력이다.

### 해군의 요직에서
1920년에는 다시 영국의 주재무관으로 파견되었고, 이때 영국의 항공전문가 윌리엄 센빌 대령과 알게되어 귀국시 그를 초빙하여 가스미가우라 해군기지에서 일본 해군 항공대를 육성하게 하였다. 이곳에서 양성된 항공장교들이 태평양 전쟁에서 큰 활약을 하게 된다. 그리고 영국에 주재 당시 소장으로 진급하여 제독에 올랐다.
이후 제3함대 사령관을 거쳐 요직이었던 해군성 군무국장을 역임하였다. 그는 국제적 군축조약의 준수를 주장하여 후에 영미협조파의 주요인물로 간주되었다. 1926년 중장으로 승진하였다.
1927년 제네바 군축조약에서 사이토 마코토의 전권대사를 수행하였다. 이 협상은 국제적 합의에 이르지 못했다. 고바야시는 조약을 준수해야한다는 협상파에 속해서, 협상을 반대하던 하라 간지로 등의 함대파와 대립하였다.
회담이 결렬된 후 귀국하여 연습 함대의 사령관으로서 소위후보생들의 원양항해를 지도하였다. 그러나 다시 조약파와 함대파 사이의 대립은 거세졌다.
한편 런던 군축조약에서는 보조함에서도 보유제한선이 설정되었다. 그리하여 워싱턴 군축조약의 만료와 함께 건조하려던 새로운 전함의 계획이 취소되었다. 이때문에 함선의 건조와 운영을 책임지는 함정본부장을 맡고 있었던 그는 함대파의 비난의 표적이 되었다.
이후 해군 차관이 되었으나, 당시 함대파의 입김이 강해져서 어려움을 겪었다. 그가 물러난 후 조약파는 힘을 잃게 되었다. 그리하여 1934년 일본은 워싱턴 군축조약의 파기를 선언하였고 1936년에는 런던 군축조약에서도 탈퇴하였다.
1931년 12월 1일에 해상 지휘 경험이 거의 없음에도 불구하고 연합 함대 사령장관에 임명되었다. 재임 중 대장으로 승진하였고, 1년반의 임기가 끝나자 군사참의권에 임명되어 해상 근무를 떠났다.

### 타이완 총독
1936년 육군의 황도파에 의한 2.26 사건이 벌어지자, 육군에서 다수의 장성들이 예편되었고, 이에 발맞추어 해군에서도 3명의 제독이 예편되었는데, 고바야시도 그중 한 명이었다. 다른 제독은 황도파에 동정적이어서 예편되었지만, 고바야시는 사실 황도파와 관계가 없었기 때문에, 그의 예편은 의외였다. 그의 경질로서 조약파는 완전히 힘을 잃게 되었다.
반년 후 고바야시는 타이완 총독으로 임명되었다. 쇼와 천황 시대의 타이완 총독은 모두 문관이었으나, 고바야시는 다시 무관 출신이었기 때문에 이례적이었다. 그는 동남아로 진군하기 위한 타이완의 남진기지화에 발맞추어 4년간 타이완에 "황민화"정책을 실시하였다. 조선에서와 마찬가지로, 이러한 황민화정책에는 타이완 문화 탄압, 신사참배 강요, 중국어 신문 폐간, 창씨개명 등이 포함되어 있었다.

### 이후
1941년 자리에서 물러나 군에 관련된 일에는 관여하지 않았지만, 수상이었던 도조 히데키에게 위험시되어 헌병의 감시를 받았다. 1944년 귀족원 의원이 되었고, 일본의 1당독재 체제인 익찬정치회의 총재에 취임하였다.이해 12월에는 고이소 내각의 국무 대신에 임명되었다. 이후 익찬정치회가 내분이 일자, 그는 1945년 3월 대신직을 사임하고 이를 수습하려고 하지만 실패하였다.
종전이후, 그는 미군정 사령부에 전범 용의로 구속되어 조사받았지만, 곧 풀려나왔다. 이후 그는 귀족원에서 사퇴하여 정계를 완전히 떠났다. 1962년, 도쿄에서 사망하였다.

## 수훈
- 훈1등 서보대수장

## 같이 보기
- A급 전범

| 전임 나카가와 겐조 | 제17대 대만 총독 1936년 ~ 1940년 | 후임 대장 하세가와 기요시 |